# GIMP
GIMP este un program multi-platformă pentru editarea de imagini (sau grafică) de tip raster (sau bitmap).   GIMP este acronim pentru GNU Image Manipulation Program (în română program GNU pentru manipularea unei imagini), fiind destinat executării diverselor modificări cum ar fi retușarea fotografiilor, a compoziției imaginii sau construcția imaginilor.
Prezintă și un oarecare suport pentru grafică vectorială.
Studenți fiind, Peter Mattis și Spencer Kimball au început să lucreze la GIMP în anul 1995 și au publicat varianta beta în februarie 1996. Varianta beta s-a bazat pe Motif, un instrument de construire a intefețelor grafice. Deoarece acest instrument necesita o licență, cei doi au creat o alternativă open source, denumită GTK.
În primăvara anului 1997 cei doi au absolvit facultatea și au abandonat în mare măsură proiectul GIMP. După o vreme mai mulți voluntari au recuperat codurile și au revitalizat proiectul GIMP. În etapa inițială, programul se numea General Image Manipulation Program, dar ulterior litera G din acronim a fost folosită spre a arăta că este licențiat sub licența GNU GPL.
La versiunea 2.6.8, a existat și o variantă portabilă pentru memorie flash USB., Cea mai nouă versiune este 2.8.14.
GIMP este dezvoltat în primul rând de voluntari ca un proiect software gratuit și open source asociat atât cu proiectele GNU, cât și cu cele GNOME. Dezvoltarea are loc într-un depozit public de cod sursă git, pe listele publice de corespondență și în canalele publice de chat din rețeaua GIMPNET IRC.
Noile funcții sunt păstrate în ramuri publice separate de cod sursă și fuzionate în ramura principală (sau de dezvoltare) atunci când echipa GIMP este sigură că nu vor deteriora funcțiile existente. Uneori, aceasta înseamnă că funcțiile care par complete nu sunt îmbinate sau durează luni sau ani înainte de a deveni disponibile în GIMP.
GIMP însuși este lansat ca cod sursă. După o lansare a codului sursă, instalatorii și pachetele sunt realizate pentru diferite sisteme de operare de către părți care ar putea să nu fie în contact cu întreținerii GIMP.
Numărul de versiune folosit în GIMP este exprimat într-un format major-minor-micro, fiecare număr având o semnificație specifică: primul număr (major) este incrementat numai pentru dezvoltări majore (și în prezent este 2). Al doilea număr (minor) este incrementat cu fiecare lansare de noi funcții, cu numere impare rezervate pentru versiunile de dezvoltare în curs și numere pare atribuite versiunilor stabile; al treilea număr (micro) este incrementat înainte și după fiecare lansare (rezultând numere pare pentru versiuni și numere impare pentru instantanee de dezvoltare) cu orice remediere a erorilor aplicate și lansate ulterior pentru o versiune stabilă.
Anterior, GIMP a aplicat pentru mai multe poziții în Google Summer of Code (GSoC). Din 2006 până în 2009, au existat nouă proiecte GSoC care au fost listate ca de succes, deși nu toate proiectele de succes au fost fuzionate în GIMP imediat. Peria de vindecare și instrumentele de clonare a perspectivei și legăturile Ruby au fost create ca parte a GSoC 2006 și pot fi utilizate în versiunea 2.8.0 a GIMP, deși au existat alte trei proiecte care au fost finalizate și sunt disponibile ulterior într-o versiune stabilă a GIMP; acele proiecte fiind Vector Layers (sfârșitul lui 2008 în 2.8 și master) și un plug-in JPEG 2000 (la jumătatea anului 2009 în 2.8 și master). Mai multe dintre proiectele GSoC au fost finalizate în 2008, dar au fost fuzionate într-o ediție GIMP stabilă mai târziu în 2009 până în 2014 pentru Versiunile 2.8.xx și 2.10.x. Unii dintre ei aveau nevoie de mai multă muncă de cod pentru arborele principal.
A doua versiune publică de dezvoltare 2.9 a fost 2.9.4, cu multe îmbunătățiri profunde după versiunea publică inițială 2.9.2. A treia versiune publică de dezvoltare 2.9 este versiunea 2.9.6. Una dintre noile caracteristici este eliminarea limitei de dimensiune de 4 GB a fișierului XCF. Creșterea posibilelor fire de execuție la 64 este, de asemenea, un punct important pentru execuția paralelă modernă în procesoarele reale AMD Ryzen și Intel Xeon. Versiunea 2.9.8 a inclus multe remedieri de erori și îmbunătățiri ale gradienților și clipurilor. Îmbunătățirile în performanță și optimizarea dincolo de vânătoarea de erori au fost obiectivele de dezvoltare pentru 2.10.0. MacOS Beta este disponibil cu versiunea 2.10.4.
Următoarea versiune stabilă din foaia de parcurs este 3.0 cu un port GTK3. 2.99-Series este seria de dezvoltare la 3.0.
Dezvoltatorii GIMP se întâlnesc în timpul întâlnirii anuale Libre Graphics. Designerii de interacțiuni de la OpenUsability au contribuit și ei la GIMP.